# Wemding
Wemding település Németországban, azon belül Bajorországban. Lakosainak száma 5860 fő (2023. december 31.). Wemding Polsingen, Munningen és Wechingen községekkel határos.

## Népesség
A település népessége az elmúlt években az alábbi módon változott:
| Lakosok száma | 1991 | 4275 | 5212 | 5275 | 5721 | 5768 | 5777 | 5801 | 5771 | 5860 |
|               | 1875 | 1950 | 1975 | 1987 | 2012 | 2014 | 2016 | 2017 | 2021 | 2023 |